# Tan Ya-ting
Tan Ya-ting (譚雅婷T, 谭雅婷S, Tán YǎtíngP; 7 novembre 1993) è un'arciera taiwanese.

## Palmarès

### Olimpiadi
- 1 medaglia:
  - 1 bronzo (Rio de Janeiro 2016 a squadre)

### Mondiali
- 3 medaglie:
  - 3 bronzi (Belek 2013 a squadre miste; Messico 2017 nell'individuale; Messico 2017 a squadre miste)

### Universiadi
- 2 medaglie:
  - 1 oro (Gwangju 2015 a squadre)
  - 1 argento (Gwangju 2015 a squadre miste)

### Giochi olimpici giovanili
- 1 medaglia:
  - 1 argento (Singapore 2010 nell'individuale)